# Дубова, Надежда Валерьевна
Надежда Валерьевна Дубова (22 мая 1994, Старомайнский район, Ульяновская область) — российская биатлонистка, призёр чемпионата России.

## Биография
Воспитанница ульяновского биатлона, выступает за Ульяновскую область и с 2014 года параллельным зачётом за Мордовию. Тренеры — Сапожникова Елена Владимировна, Петрухин Анатолий Иванович.

### Юниорская карьера
Неоднократно была чемпионкой и призёром первенств России и отборочных соревнований в биатлоне и летнем биатлоне.
Участница чемпионата Европы среди юниоров 2015 года, стартовала только в индивидуальной гонке, где заняла 16-е место. Также принимала участие в зимней Универсиаде-2017, где стартовала только в индивидуальной гонке и заняла 22-е место.

### Взрослая карьера
На чемпионате России 2018 года завоевала серебряную медаль в гонке патрулей в составе команды Мордовии.
Окончила Ульяновский государственный педагогический университет имени И. Н. Ульянова.